# 붙임
붙임은 상대의 돌이 한칸이나 날일자로 배치되어 있을 때 사용하는 수단이다. 절충의 수법 또는 걸침에 대한 응수로 쓰이며 위붙임, 밑붙임, 안쪽붙임, 바깥쪽붙임, 마늘모붙임이 있다. 수상전이나 끝내기에서는 건너붙임, 껴붙임, 배붙임 등도 활용된다.